# 篠田一士
篠田 一士（しのだ はじめ、1927年（昭和2年）1月23日 - 1989年（平成元年）4月13日）は、日本の文学研究者・文芸評論家・英文学者。

## 来歴・人物
岐阜県出身。旧制岐阜中学から旧制松江高等学校へ進み、1948年、東京帝国大学文学部英文科入学。1951年、東京大学英文科を卒業。高校教諭を経て、1955年、東京都立商科短期大学専任講師。1957年、旧・東京都立大学英文科専任講師。1960年、助教授。1973年、教授。
松江高校時代に駒田信二から新しい文学状況に関しての知見を得て、当時刊行され間もないマチネ・ポエティク運動の加藤周一・中村真一郎・福永武彦共著『1946・文学的考察』（後年に冨山房百科文庫版で解説を担当）に出会い、近代日本の私小説的風土を克服する、国際的な文学のありかたに関心をもつ。1952年、同期の丸谷才一、中山公男と3人で季刊同人雑誌『秩序』を創刊。のち菅野昭正も加わる。
1950年代後半から評論活動をはじめ、鉢の木会の同人季刊誌「聲」でイギリス文学を担当ほか、欧米世界の新しい“20世紀小説”とよばれる作品の紹介評論に力を注いだ。ボルヘスなど主にスペイン文学から派生するラテンアメリカ文学の紹介にも先鞭をつけた。各社の「世界文学全集」版で、編集委員などで広く企画に関わった。川村二郎や清水徹ら外国文学者出身の文芸評論家とは、企画出版を含め終生交流があった。
音楽に関して専門的知識と見識を有しており、幾つかの翻訳、雑誌記事（レコード評論など）執筆、対談などの実績がある。リヒャルト・ワーグナーから近代英国音楽までを広く論じた。
近現代日本文学の面では、詩と小説との広いジャンルにわたり発言し、横光利一や幸田露伴、斎藤緑雨らの再評価を促した。また中原中也の評価をめぐって、大岡昇平と論争したこともあった。その評論集に付けられた詳細な脚注・索引がその博大な文学的教養の証しである。
長年持病の高血圧に悩まされていたが、1989年4月に妻の綾子（東大英文科の同級生で翻訳家）がアメリカ旅行中に自宅マンションの洗面所で倒れそのまま急死した。子息の篠田徹は社会学者（早稲田大学教授）である。

## 著書
- 『邯鄲にて 現代ヨーロッパ文学論』[注釈 3]弘文堂<現代芸術論叢書>、1959、新版1970／小沢書店、1986
- 『現代イギリス文学』垂水書房、1962、新版1965／小沢書店（新編）、1991
- 『伝統と文学』筑摩書房、1964／筑摩叢書、1986 - 正式には「傳統と文學」
- 『詩的言語』晶文社<晶文選書>、1968／小沢書店、1985
- 『作品について』筑摩書房、1971
- 『日本の近代小説』集英社、1973
- 『続 日本の近代小説』集英社、1975 
  - 新編『日本の近代小説』集英社、1988。正＋続、付・著作目録
- 『音楽の合間に』音楽之友社、1978
- 『音楽に誘われて』集英社、1978
- 『読書の楽しみ』構想社、1979
- 『日本の現代小説』集英社、1980
- 『吉田健一論』筑摩書房、1981
- 『ヨーロッパの批評言語』晶文社、1981
- 『現代詩髄脳』集英社、1982
- 『バンドゥシアの泉』小沢書店、1982
- 『世界文学「食」紀行』朝日新聞社、1983／講談社文芸文庫、2009
  - 『グルメのための文芸読本』朝日文庫、1986
- 『読書三昧』晶文社<犀の本>、1983
- 『幸田露伴のために』岩波書店、1984
- 『現代詩人帖』新潮社、1984
- 『ノンフィクションの言語』集英社、1985
- 『現代詩大要－三田の詩人たち』[注釈 4]小沢書店、1987／講談社文芸文庫、2006
- 『心敬　日本詩人選28』筑摩書房、1987
- 『創造の現場から－文芸時評 1979～1986』小沢書店、1988
- 『二十世紀の十大小説』新潮社、1988／新潮文庫、2000
- 『樹樹皆秋色　篠田一士評論集』筑摩書房、1989
- 『篠田一士評論集 1980～1989』小沢書店、1993 - 年譜・著作目録付

### 共著・主な編著
- 『世紀末芸術と音楽』 諸井誠との往復書簡、音楽之友社、1983
- 『世界教養全集36 東西文芸論集』[注釈 5]平凡社、1963（新版1974）
- 『20世紀の文学 世界文学全集36 現代評論集』 集英社、1967、新版「20世紀評論集 批評のよろこび」1974
- 『20世紀の文学 世界文学全集35 現代詩集』 集英社、1968
- 『現代人の思想14 伝統と現代』平凡社、1969、新版「伝統と現代 現代人の思想セレクション2」2000
- 『世界文学全集66 世界名詩集』筑摩書房、1969
- 『世界批評大系』[注釈 6] 筑摩書房（全7巻）、1974-75
1 近代批評の成立、2 詩の原理、3 詩論の展開
 4 小説と現実、5 小説の冒険、6 詩論の現在、7 現代の小説論
- 『井上靖 わが文学の軌跡』辻邦生(友人)と聞き手、中央公論社、1977／中公文庫、1981
- 『世界の文学38 現代評論集』 集英社、1978
- 『世界の文学37 現代詩集』 集英社、1979
- 『美食文学大全 楽しみと冒険3』 新潮社、1979
- 『ポケット 世界の名詩　人生のアンソロジー』 平凡社、1982（新版1996）
- 『谷崎潤一郎随筆集』岩波文庫、1985。「陰翳礼讃」ほか全11編
- 『筑摩世界文学大系88 名詩集』筑摩書房、1991

### 訳書（共訳含む）
- 『白ナイル』 アラン・ムーアヘッド、筑摩書房、1963／筑摩叢書、1970、復刊1985
- 『青ナイル』 アラン・ムーアヘッド、筑摩書房、1963／筑摩叢書、1976、復刊1985
- 『アブサロム、アブサロム!』 ウィリアム・フォークナー
集英社「世界文学全集」、1966、新版1979／新潮社「新潮世界文学」、1970／「世界文学全集Ⅰ-09」 河出書房新社、2008
- 『マルゴ』 ウラジーミル・ナボコフ、河出書房新社 「人間の文学」、1967
改訳「河出海外小説選」、1980。グーテンベルク21（電子書籍）、2022
- 『ミメーシス　ヨーロッパ文学における現実描写』 エーリヒ・アウエルバッハ
川村二郎共訳、各（上・下）、筑摩叢書、1967-69、復刊1985／ちくま学芸文庫、1994、復刊2022
- 『伝奇集、エル・アルフ』 ボルヘス、集英社「20世紀の文学」、1968／グーテンベルク21（電子書籍）、2017
  - 増補版「世界の文学9 ボルヘス」1978、「ラテンアメリカの文学1 ボルヘス」1984 - 他は「汚辱の世界史」
- 『近代の音楽家』 ネヴィル・カーダス、白水社、1969
- 『西欧の眼の下に』 ジョゼフ・コンラッド、集英社「世界文学全集」、1970、新版1981
- 『日本との出会い』 ドナルド・キーン、中央公論社、1972、中公文庫、1978
- 『日本文学散歩』 ドナルド・キーン、朝日選書、1975。のち各「著作集」新潮社
- 『伝奇集』 ボルヘス、「現代の世界文学」集英社、1975
- 『砂の本』 ボルヘス、「現代の世界文学」集英社、1980、新版1987 
  - 『砂の本、汚辱の世界史』 集英社文庫、1995、新版2011
- 『伝奇集、エル・アレフ、ブロディーの報告書』[注釈 7]筑摩書房、1984

「筑摩世界文学大系81 ボルヘス／ナボコフ」